# Шнайдер, Элиза
Элиза Шнайдер (англ. Eliza Schneider; полное имя Элиза Джейн Шнайдер) — американская актриса и певица. Также она занимается диалектологией, собрав на настоящий момент более 1000 записей различных диалектов со всего мира.
Элиза Шнайдер поёт, играет на скрипке, гитаре и пианино; некоторое время она была вокалисткой таких групп, как It’s My Party!, Jazzbabies, Honeypig, Gefilte Fuck. Помимо этого она занимается авангардными перформансами под псевдонимом Blue Girl, которые в 2000 году были оценены журналом LA Times как одно из лучших культурных событий года. Дебют Элизы Шнайдер на телевидении состоялся в комедийном шоу The Amazing Live Sea Monkeys в роли Шейлы Брентвуд. Затем она участвовала в детской образовательной программе Beakman's World, а также, после самоубийства ведущей актрисы женских ролей сериала «South Park» Мэри Кей Бергман в 1999 году, до 2003 года была ведущим женским голосом этого шоу. В этом сериале она озвучила Венди Тестабургер, Шейлу Брофловски, Лиэн Картман, Шелли Марш, мэра Мэкдэниэлс, Опру Уинфри.